# ريف كوهين
ريف كوهين (بالعبرية: ריף כהן)، ولدت يوم 23 مارس 1984، هي ممثلة كاتبة كلمات غنائية إسرائيلية، و مغنية تغني بالعبرية و‌الفرنسية و‌العربية.

## حياتها الشخصية
ولدت كوهين في تل أبيب، إسرائيل، من أب يهودي تونسي من جربة و أم يهودية جزائرية من تلمسان هاجرا إلى إسرائيل.

## روابط خارجية
- ريف كوهين على موقع IMDb (الإنجليزية)
- ريف كوهين على موقع ميوزك برينز (الإنجليزية)
- ريف كوهين على موقع ديسكوغز (الإنجليزية)
- ريف كوهين على موقع قاعدة بيانات الفيلم (الإنجليزية)